# Club de hockey professionnel de Toronto
Le Club professionnel de hockey de Toronto est la première formation professionnelle de hockey sur glace de la ville de Toronto en Ontario, Canada. Le club est formé en 1906 et passe sa première saison à jouer des matchs de galas. En 1907, quand l'Ontario Professional Hockey League voit le jour, l'équipe est un des clubs fondateurs. Il n'y joue que deux saisons et jouent même un défi de la Coupe Stanley contre les Wanderers de Montréal. Ils mettent fin à leurs activités en 1909.

## Historique
Après avoir fini champion de la saison 1908 à la première place, l'équipe lance le 14 mars 1908 un défi aux Wanderers de Montréal, champions de l'Eastern Canada Amateur Hockey Association mais ils sont battus 6-4.
| 14 mars 1908 | Montréal | 6-4 (1-1, 5-3) | Toronto | Aréna de Montréal |

| Feuille de match | Feuille de match | Feuille de match                            | Feuille de match                                                                                                   | Feuille de match                        |
| ---------------- | --- | ------------------------------------------- | --- | --------------------------------------- |
|                  | - Ernie Russell — 4 min Frank Glass — 31 min - Bruce Start — 37 min 25 s Cecil Blachford — 40 min 25 s - Ernest Johnson — 43 min 25 s Bruce Start — 54 min 25 s | 6-2 7-2 8-2 8-3 8-4 9-4 10-4 10-5 11-5 12-5 | Bruce Ridpath — 3 min 30 s - Bruce Ridpath — 33 min Rowley Young — 34 min 25 s - Édouard Lalonde — 41 min 25 s - - | Arbitrage : Frank Patrick Russell Bowie |
| Riley Hern       | Gardiens | Chuck Tyner                                 | | Arbitrage : Frank Patrick Russell Bowie |
| 26 min           | Pénalités | 40 min                                      | | Arbitrage : Frank Patrick Russell Bowie |
|                  | |                                             | | Arbitrage : Frank Patrick Russell Bowie |